# Logos (cristianismo)
Logos (em grego:  Λόγος - "palavra"/"verbo", "discurso" ou "razão"), conhecido em português como Verbo, é um importante conceito na cristologia cristã para estabelecer a doutrina da divindade de Jesus Cristo e sua posição como Deus, o Filho na Trindade, como declarado no Credo Calcedoniano.
O conceito deriva da famosa frase de João: «No princípio era o Verbo, e o Verbo estava com Deus, e o Verbo era Deus.» (João 1:1) na abertura de seu evangelho (Ἐν ἀρχῇ ἦν ὁ λόγος, καὶ ὁ λόγος ἦν πρὸς τὸν θεόν, καὶ θεὸς ἦν ὁ λόγος). Em traduções, "Verbo" é geralmente utilizado para Logos (Λόγος), mas em discussões e obras teológicas, o termo não é geralmente traduzido.

## Cristo como sendo o Logos
Teólogos cristãos geralmente consideram que João 1:1 como o principal texto para sustentar a crença de que Jesus é Deus, considerando a ideia de que o Pai, o Filho e o Espírito Santo são a mesma essência. Embora seja unicamente neste versículo que Jesus é chamado de "Verbo de Deus", o tema aparece por todo o Evangelho de João em variadas formas.
Embora o título "Logos" seja utilizado diretamente apenas no prólogo do Evangelho segundo João (João 1:1–18), todo este evangelho desenvolve teologicamente esta mesma ideia: Jesus Cristo é o Verbo eterno do Pai, aquele por meio do qual todas as coisas foram criadas (João 1:3), que se fez carne (João 1:14) e habitou entre os homens, revelando a glória de Deus. Neste sentido, Ele é simultaneamente Deus autorrevelado — a Luz que ilumina todo homem (João 1:9) — e a Vida, que comunica a salvação (João 1:4). O texto afirma que o Verbo "estava com Deus" (indicando distinção) e que "era Deus" (indicando identidade). Tal formulação aponta para o mistério da unidade e distinção na Trindade: o Verbo é consubstancial ao Pai — da mesma essência divina —, mas não é o mesmo que o Pai. Essa dinâmica é refletida em declarações de Jesus como:
- «Eu e meu Pai somos um.» (João 10:30)
- «...o Pai é maior do que eu.» (João 14:28)

Assim, o Logos é o próprio Deus que se manifesta na história, agindo na criação, revelando-Se aos homens e oferecendo redenção. Cristo não apenas traz a Palavra de Deus: Ele é a Palavra — eterna, viva e eficaz. A confissão do apóstolo São Tomé — "Meu Senhor e meu Deus!" (João 20,28) — é considerada, na tradição católica, uma das mais diretas afirmações da divindade de Cristo. Esse reconhecimento culmina na proclamação dogmática do Concílio de Niceia (325) e do Concílio de Constantinopla (381), expressa no Credo Niceno-Constantinopolitano, que define o Filho como:
- «Deus de Deus, Luz da Luz, Deus verdadeiro de Deus verdadeiro, gerado, não criado, consubstancial ao Pai...»[3]

O teólogo Stephen L. Harris alega que João teria adaptado o conceito de Fílon de Alexandria sobre o Logos, identificando Jesus como uma encarnação do Logos divino que formou o universo.

### Salmo 33,6
Entre os diversos versículos da Septuaginta e que adiantam o uso que será feito pelo Novo Testamento está «Pela palavra do Senhor foram feitos os céus, E pelo sopro da sua boca todo o exército deles.» (Salmos 33:6), que faz referência direta à história da criação em Gênesis. Teófilo de Antioquia faz referência a esta ligação em To Autolycus 1:7. Agostinho de Hipona considerava que, neste versículo, tanto logos ("palavra") quanto pneuma ("sopro") estavam "próximos de serem personificados".

### Lucas 1,2
Alguns teólogos enxergam em «como no-los transmitiram os que foram deles testemunhas oculares desde o princípio, e ministros da palavra» (Lucas 1:2) uma primeira referência ao Logos e ao arché ("começo").

### João 1,1
O Evangelho de João começa com um "Hino ao Verbo" que identifica Jesus como sendo o Logos e este, como sendo Deus. As quatro últimas palavras do versículo (θεὸς ἦν ὁ λόγος - literalmente "Deus era o Logos" ou "o Verbo era Deus") tem, particularmente, sido o tópico de diversos debates no cristianismo. Na frase em grego, tanto o sujeito (Logos) quanto o objeto (Deus) aparecem no caso nominativo e, assim, o complemento é geralmente diferenciado eliminando-se o artigo e colocando-o antes do verbo. Gramaticalmente, portanto, a frase poderia ser lida tanto como "o Verbo era Deus" quanto "o Verbo era um deus". Os primeiros manuscritos do Novo Testamento não faziam distinção entre caixa alta e caixa baixa, de forma que as crenças já existentes quando foram criados influenciaram a tradução, embora muitos acadêmicos vejam o movimento de "Deus" para o início da sentença como um indicador de uma ênfase mais consistente com "o Verbo era Deus".

### I João 1
O tema de João 1:1 - "O que era desde o princípio, o que temos ouvido, o que temos visto com os nossos olhos, o que contemplamos e o que as nossas mãos apalparam, a respeito do Verbo da vida" - seria o tema desenvolvido no primeiro capítulo de I João. Alguns autores notaram que eles compartilham as importantes palavras arché e logos. Outros afirmam que há relação entre a identificação de Jesus com logos em I João 1:1 e João 1:14. Por fim, Smalley afirma que "o primeiro verso em I João 1:1 faz referência ao Logos preexistente e que os três seguintes, ao 'Logos encarnado'".

## Logos como "verbo", "sabedoria" e a linguagem do Antigo Testamento
O Novo Testamento faz uso de diversas partes do relato sobre a "Sabedoria" no Antigo Testamento e as aplica a Jesus:
- Assim como a sabedoria, Jesus existia previamente a todas as coisas e estava com Deus[20];
- A linguagem lírica sobre "a sabedoria ser o sopro do poder de Deus, refletindo a glória divina na forma de luz e sendo uma imagem de Deus", parece ser ecoada por I Coríntios 1:17–18 e I Coríntios 1:24–25 (versículos que asssociam a sabedoria divina com o poder), por Hebreus 1:3 ("sendo o resplendor da sua glória"), João 1:9 ("a verdadeira luz que, vinda ao mundo, alumia a todo o homem") e em Colossenses 1:15 ("a imagem do Deus invisível").
- O Novo Testamento aplica a Cristo a linguagem sobre a importância cósmica da sabedoria como agente de Deus na criação do mundo: «Tudo foi feito por ele; e nada do que tem sido feito, foi feito sem ele» (João 1:3)[21]
- Quarto, em face a crucificação de Jesus, Paulo transforma vivamente a noção da inacessibilidade da sabedoria divina em I Coríntios. "A sabedoria de Deus" (I Coríntios 1:21) não é apenas "misteriosa e oculta" (I Coríntios 2:7), mas também, definida pela cruz e sua proclamação, dos "estultos para o sábios do mundo" (I Coríntios 1:18–25)[22].
- Através de suas parábolas e por outros meios, Jesus ensina a sabedoria[23]. Ele é "maior" que Salomão, o sábio do Antigo Testamento e professor por excelência[24].
- O Novo testamento, contudo, não parece ter aplicado a Cristo os temas sobre a "Senhora Sabedoria"[25] e sua beleza radiante. Leão, o Grande (m. 461), porém, lembra de Provérbios 9:1, que retrata o ainda não nascido Jesus no útero de Maria como "A sabedoria edificou a sua casa"[26].

Há, de qualquer maneira, uma clara preferência no Novo Testamento pelo Logos como sendo a palavra dita ou uma afirmação racional, a despeito da disponibilidade desta rica linguagem e conceituação da sabedoria. João prefere falar sobre o "Verbo", um termo que oferece também uma rica complexidade de significados.
O Antigo Testamento deu uma contribuição essencial à mensagem cristológica essencial do Novo Testamento de Cristo como sendo o Logos. O Verbo está com Deus desde o princípio, é poderosamente criativo e é a personificação da expressão de Deus. Assim como a sabedoria, a palavra expressa o poder ativo de Deus na criação. A oração de Salomão assume "verbo" e "sabedoria" como agentes idênticos da criação divina: "Deus dos pais e Senhor de misericórdia, tudo criaste com a 'tua palavra'! Com a 'tua sabedoria' formaste o homem para dominar as criaturas que fizeste". Mesmo assim, o prólogo de João não se inicia afirmando que "No princípio era a 'Sabedoria' e a 'Sabedoria' estava com Deus e a 'Sabedoria' era Deus".
Apesar de, na literatura judaica pré-cristianismo, "sabedoria", "verbo/palavra" e, em todo caso, "espírito" serem "quase formas alternativas de descrever o poder ativo e imanente de Deus", há diversas considerações a serem feitas para entender por que João escolheu Logos ("verbo"/"palavra") e não "sabedoria". Primeiro por que, dado que sophia (grego antigo para "sabedoria") já era personificada como "Senhora Sabedoria", poderia ficar estranho falar desta figura feminina como "encarnando" quando Jesus era um homem. Segundo, no judaísmo helenístico, a lei de Moisés já havia sido igualada com a "sabedoria" e creditada com muitas de suas características. Anunciar, portanto, que a "Sabedoria era Deus e encarnou" poderia parecer sugerir que "a Torá era Deus e encarnou". No espaço de uns poucos anos, os cristãos passariam a identificar o Filho de Deus e Logos com "lei" ou "a Lei". Mas nem João e nem nenhum outro autor do Novo Testamento o fez. O mais perto disto pode ser encontrado em Gálatas 6:2 ("lei de Cristo") e em Romanos 10:4 (que, em algumas traduções, aparece como "o fim da lei é Cristo"). Para os autores do Novo Testamento, Jesus substitui a Torá e suas qualidades, principalmente a "luz" e a "vida", que agora são atribuídas a Jesus, principalmente em João. Por fim, Paulo, Lucas (especialmente nos Atos dos Apóstolos) e outras testemunhas do Novo Testamento prepararam o caminho para o prólogo de João ao se utilizarem de Logos como significando a revelação de Deus através de Cristo.
Tanto na época do Novo Testamento como depois, o "Verbo" joanino apresentou diversas possibilidades cristológicas. Primeiro, a possibilidade de identificação e distinção. Por um lado, palavras procedem de alguém que fala, uma espécia de extensão dele e são, num certo sentido, iguais a ele ("o Verbo era Deus"). Por outro, uma palavra é distinta de quem a profere ("o Verbo estava com Deus"). Portanto, Cristo é identificado com YHWH, mas é diferente dele. Em segundo lugar, Deus proferiu o Verbo Divino já desde o princípio ("desde o princípio") e o Verbo "era" (e não "se tornou") Deus. Neste contexto, "Verbo" inicia a discussão sobre a pré-existência, pessoal e eterna, de Cristo como Logos.
Em terceiro lugar, palavras revelam quem as profere. Feliz ou infelizmente, palavras expressam o que está na mente. No Antigo Testamento, "a palavra de Deus" repetidamente denota a revelação de Deus e de sua vontade. O Evangelho de João consegue, assim, passar tranquilamente do linguajar sobre "o Verbo" para se concentrar em «o Deus unigênito que está no seio do Pai, esse o revelou.» (João 1:18) Como Filho de Deus enviado pelo Pai ou o Filho do homem que desceu dos céus de uma forma única e exclusiva, Jesus revela uma sabedoria celeste. 